# Isac
Der Isac ist ein Fluss in Frankreich, der überwiegend im Département Loire-Atlantique, in der Region Pays de la Loire verläuft. Er entsteht durch den Zusammenfluss von zwei Quellbächen, an der Gemeindegrenze von Abbaretz und Joué-sur-Erdre, entwässert generell in südwestlicher Richtung und erreicht bei La Chevallerais den Canal de Nantes à Brest, dem er ab hier als kanalisierter Fluss dient. Knapp vor seiner Einmündung trennt sich der Fluss wieder vom Kanal und mündet nach rund 69 Kilometern nordöstlich von Théhillac, jedoch im Gemeindegebiet von Fégréac als linker Nebenfluss in die Vilaine. Knapp vor seiner Mündung bildet er auf einigen hundert Metern Länge die Grenze zum benachbarten Département Morbihan in der Region Bretagne. Im Bereich des Canal de Nantes à Brest ist der Isac schiffbar. Der Kanal wird heute aber nur mehr touristisch von Sport- und Hausbooten genutzt.

## Orte am Fluss
- Saffré
- Blain
- Guenrouet